# 向天再借五百年
《向天再借五百年》，由韩磊演唱并成为其代表作，張宏光作曲。該曲是中国大陆电视剧《康熙王朝》的主题曲，但歌詞主旨存在爭議。

## 歌曲走红
《向天再借五百年》因《康熙王朝》在中国中央电视台电视剧频道的热播而走红，在2008年中国中央电视台举办的《30年电视剧歌曲盛典》中获得“中国改革开放30年优秀电视剧歌曲”的荣誉。

## 歌曲爭議

### 關於主旨
電視劇顯示的歌詞第11至第17句為：“看铁蹄铮铮 踏遍万里河山 我站在风口浪尖 紧握住日月旋转 愿烟火人间 安得太平美满 我真的还想再活五百年”，邏輯不能自洽。第15和16句“愿烟火人间 安得太平美满”，語義尤其矛盾。
若換作發音相近、而使文法通順的「血淹沒人間」，則將使全歌思想大相逕庭。因此部分聽眾質疑，該曲原非《康熙王朝》主題曲，而是為2001年電視劇《大英雄鄭成功》所作。曲作者張宏光曾在「我的紀錄片：韓磊」（20140313期）中表示：「這首作品是別的電視劇的一首歌······因為種種原因擱置在那·····後來人家臨時要，才給了同樣是古裝片的康熙帝國」，2007年第八期《北方音乐》杂志也记载“这首歌曲的旋律其实是他在很早以前就创作好了, 一直没有机会用上”。有人考證近似的曲調曾被1991年《神医朱丹溪》主題曲《爱你永远无绝期》所採用，但二者風格迥異，不能證實張宏光所說為《神医朱丹溪》。
對詞作者樊孝斌的採訪文章則寫道：“其实在樊孝斌的心里，爱国是最起码的，不管生活在哪个民族、属于哪个民族，每个人都应该有一个很强烈的民族情结。而对祖国的爱不需要复杂，其实和对家的爱是一样的。治理好了一个小家，你就在爱你的国家；爱好你身边的人，也可能就爱好所有的人。”

### 关于词作者
在电视剧《康熙王朝》播出时。歌曲《向天再借五百年》的词作者署名为张俊以、樊孝斌。主唱者韩磊曾表示张俊以只是《向天再借五百年》的挂名词作者。 真实的作者是署名在张俊以后边的樊孝斌。
而樊孝斌只是含糊的说“这首歌里有他的艺术创作”。同时他还表示，如果没有张俊以的帮助，这首歌也没法完成，“因为张俊以投资了歌曲部分”。
2003年12月12日北京市第一中级人民法院对张俊以判处6年有期徒刑，曾有张俊以署名的包括《向天再借五百年》在内的大量作品，再次出现时“张俊以”的署名已然消失。《成都晚报》引述业内人士意见认为，张俊以署名权被单方面剥夺，意味着这些作品已还以本来面目。但是张俊以虽然犯罪获刑，并不意味着他的著作权不受法律保护。他曾经署名的作品已公开发表，从著作权的角度看，他已获得了合法的署名权。只要合作者不提出异议，也没有诉诸法律，张俊以的署名权就不应被相关播出单位单方面剥夺。